# Santa Teresita de Don Diego
Santa Teresita de Don Diego es una localidad del estado mexicano de Guanajuato. Es parte del municipio de San Miguel de Allende.

## Toponimia
El nombre «Santa Teresita» hace referencia a la santa patrona de la localidad: Teresa de Lisieux.

## Demografía
| Gráfica de evolución demográfica |
|                                  |

| Censo | Población |
| ----- | --------- |
| 1960  | 11        |
| 1970  | 23        |
| 1980  | 492       |
| 1990  | 772       |
| 2000  | 1 091     |
| 2010  | 1 487     |
| 2020  | 1 506     |